# Лесное кладбище (Киев)
Лесное кладбище (укр. Лісовий цвинтар) — крупнейший некрополь Левобережной части Киева. Открыто в 1970 году.
Кладбище окружено лесом, расположено между Лесным жилым массивом и Алмазным озером (затопленный карьер), вход со стороны ул. Крайней.
Занимает площадь 142 га. На кладбище имеется Центральная и Мемориальные аллеи, участки для почетных погребений заслуженных граждан, большой ритуальный зал и ритуальная площадка. С 1989 кладбище закрыто для массовых захоронений.
На территории кладбища находится церковь Воскресения Христова и Всех святых.

## Известные личности, похороненные на кладбище
- Антоненко-Давидович, Борис Дмитриевич — писатель.
- Гордеев, Семён Моисеевич — писатель.
- Грицюк, Михаил Якимович (1929—1979) — украинский советский скульптор.
- Дятлов Анатолий Степанович — заместитель главного инженера по эксплуатации Чернобыльской АЭС.
- Бакштаев, Леонид Георгиевич — актёр.
- Бийма, Иван Спиридонович — Герой Советского Союза.
- Билык, Иван Иванович (1930—2012) — украинский и советский исторический писатель, переводчик, лауреат Национальной премии Украины имени Тараса Шевченко.
- Веремий, Вячеслав Васильевич — Герой Украины.
- Верняев, Анатолий Яковлевич — Герой Советского Союза.
- Дольницкий, Олег Владимирович — учёный, ортопед-травматолог, создатель киевской школы детских микрохирургов.
- Евсеев, Василий Аркадьевич — футболист.
- Забаштанский, Владимир Емельянович — украинский поэт и переводчик.
- Забояркин, Александр Васильевич — Герой Советского Союза.
- Капка, Дмитрий Леонтьевич — актёр.
- Капличный, Владимир Александрович — украинский футболист.
- Колотов, Виктор Михайлович — футболист.
- Котлярский, Борис Моисеевич — Герой Советского Союза.
- Кошелева, Маргарита Николаевна — актриса.
- Матвеев, Иван Николаевич — советский актёр театра и кино.
- Милютин, Александр Николаевич — актёр.
- Мищенко, Алексей Дмитриевич — Герой Советского Союза.
- Оводов, Яков Леонтьевич — Герой Советского Союза.
- Олейник, Борис Степанович — украинский государственный деятель, начальник Юго-Западной железной дороги (1980—1999), президент Государственной администрации железнодорожного транспорта Украины.
- Перфилов, Лев Алексеевич — актёр.
- Пузач, Анатолий Кириллович — украинский футболист.
- Ризоль, Николай Иванович — баянист.
- Рубцов, Николай Иванович — учёный-геоботаник.
- Рубцов, Леонид Иванович — ландшафтный архитектор.
- Трошкин, Владимир Николаевич — украинский футболист.
- Фофанов, Алексей Иванович — Герой Советского Союза.
- Хмарук, Пётр Андреевич — украинский политический и общественный деятель.
- Шерстобитов, Евгений Фирсович — советский и украинский кинорежиссёр, сценарист и писатель. Заслуженный деятель искусств УССР.

## Галерея

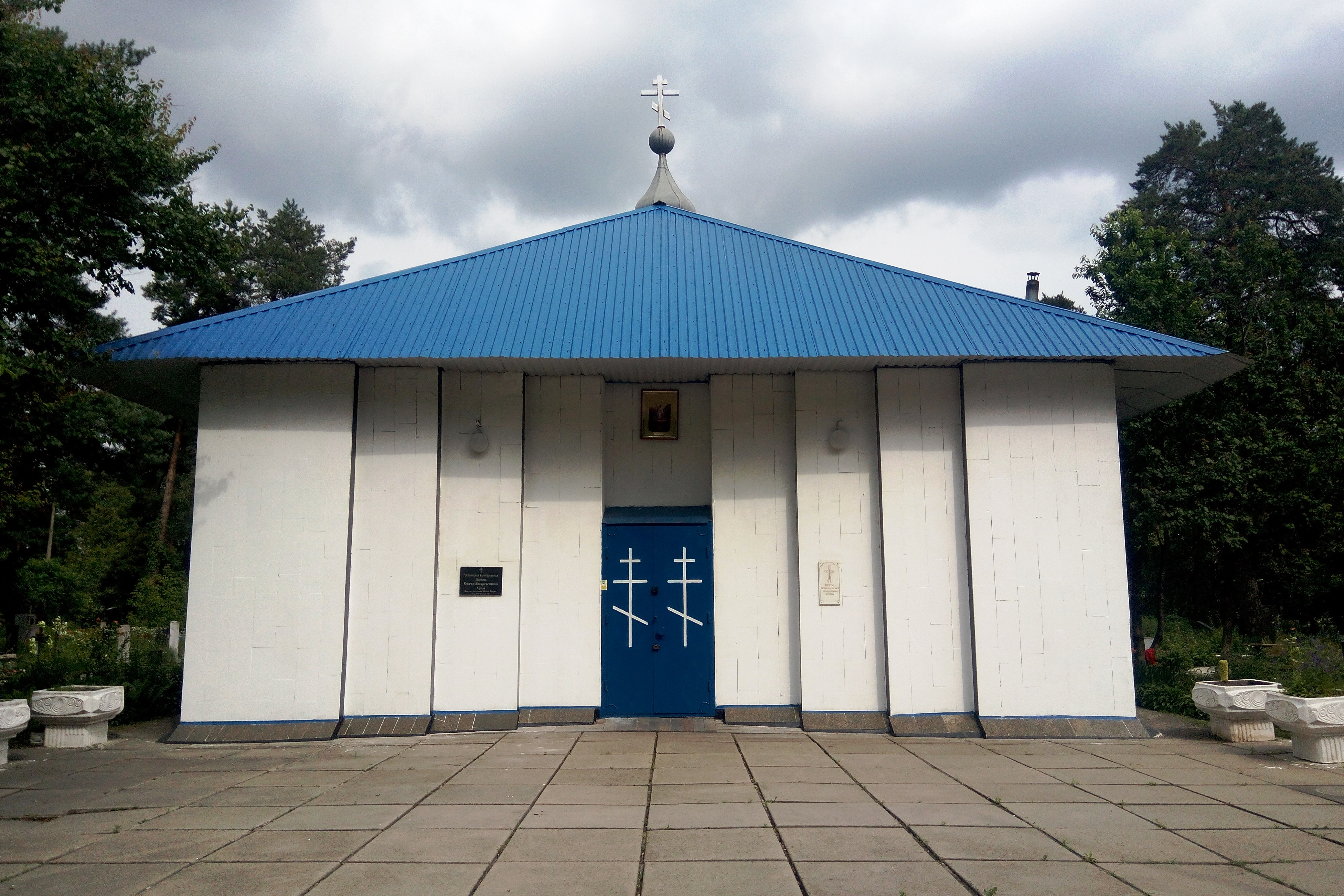
Церковь Воскресения Христова
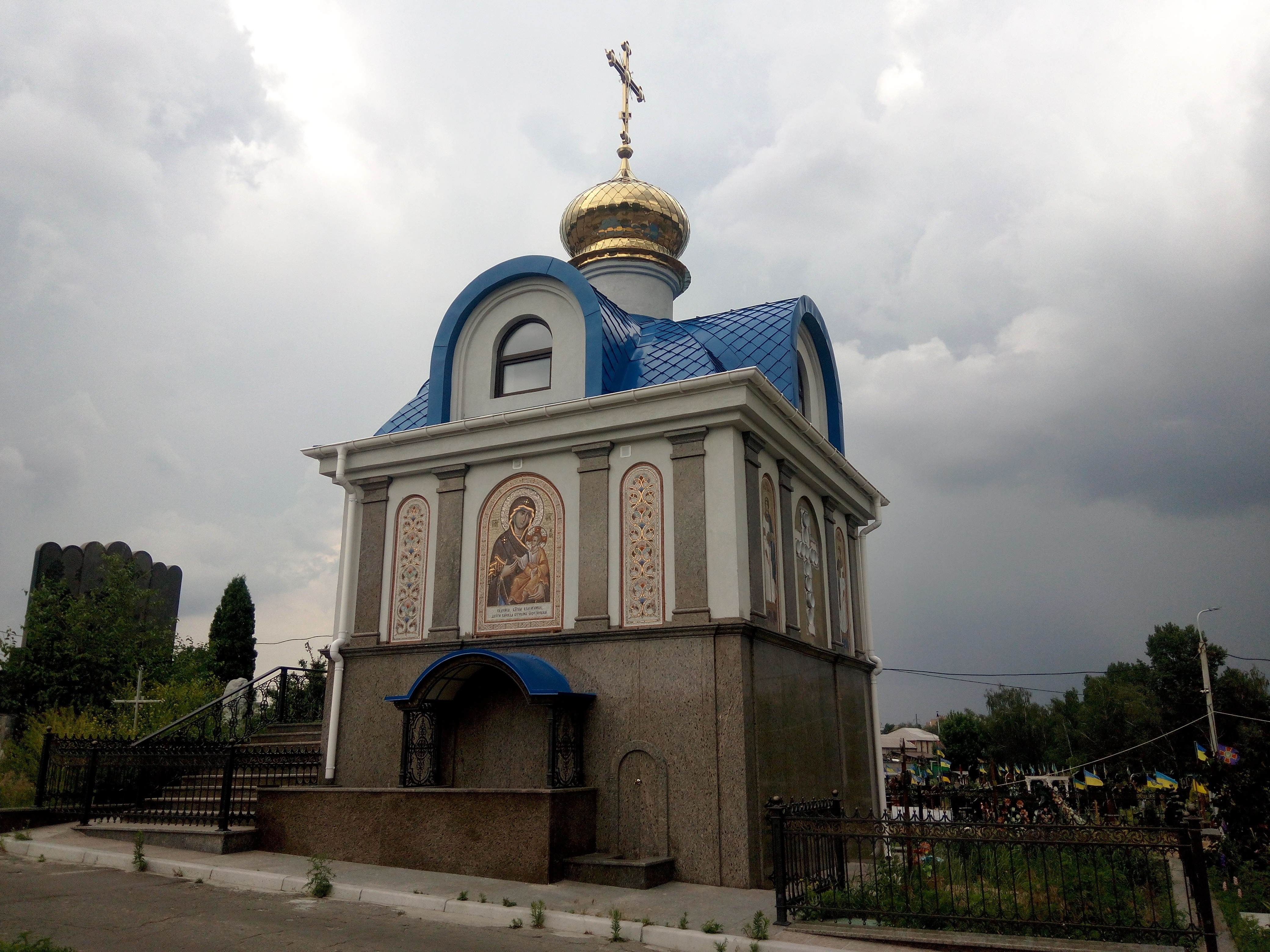
Часовня на главной аллее
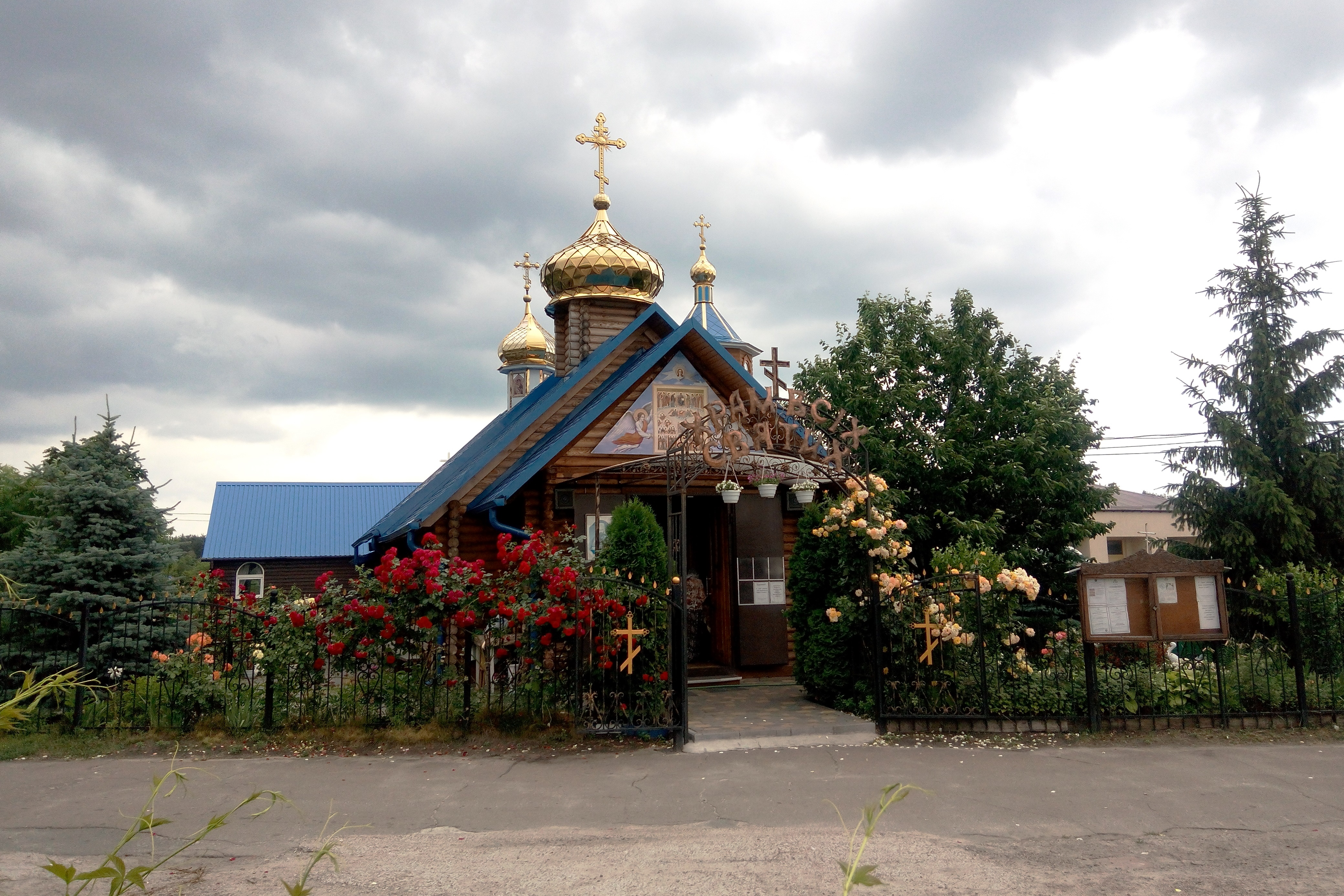
Храм Всех Святых
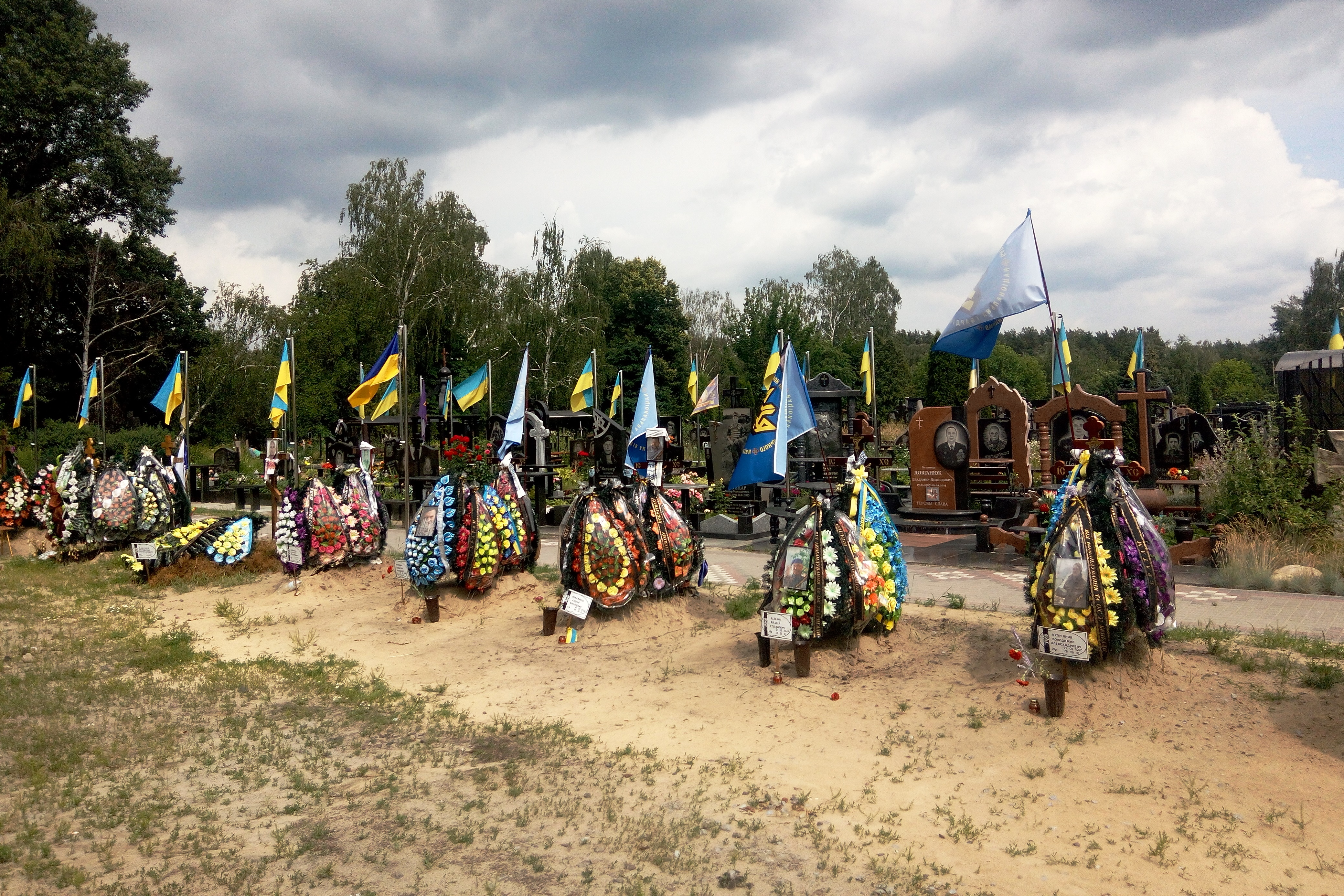
Захоронения бойцов АТО
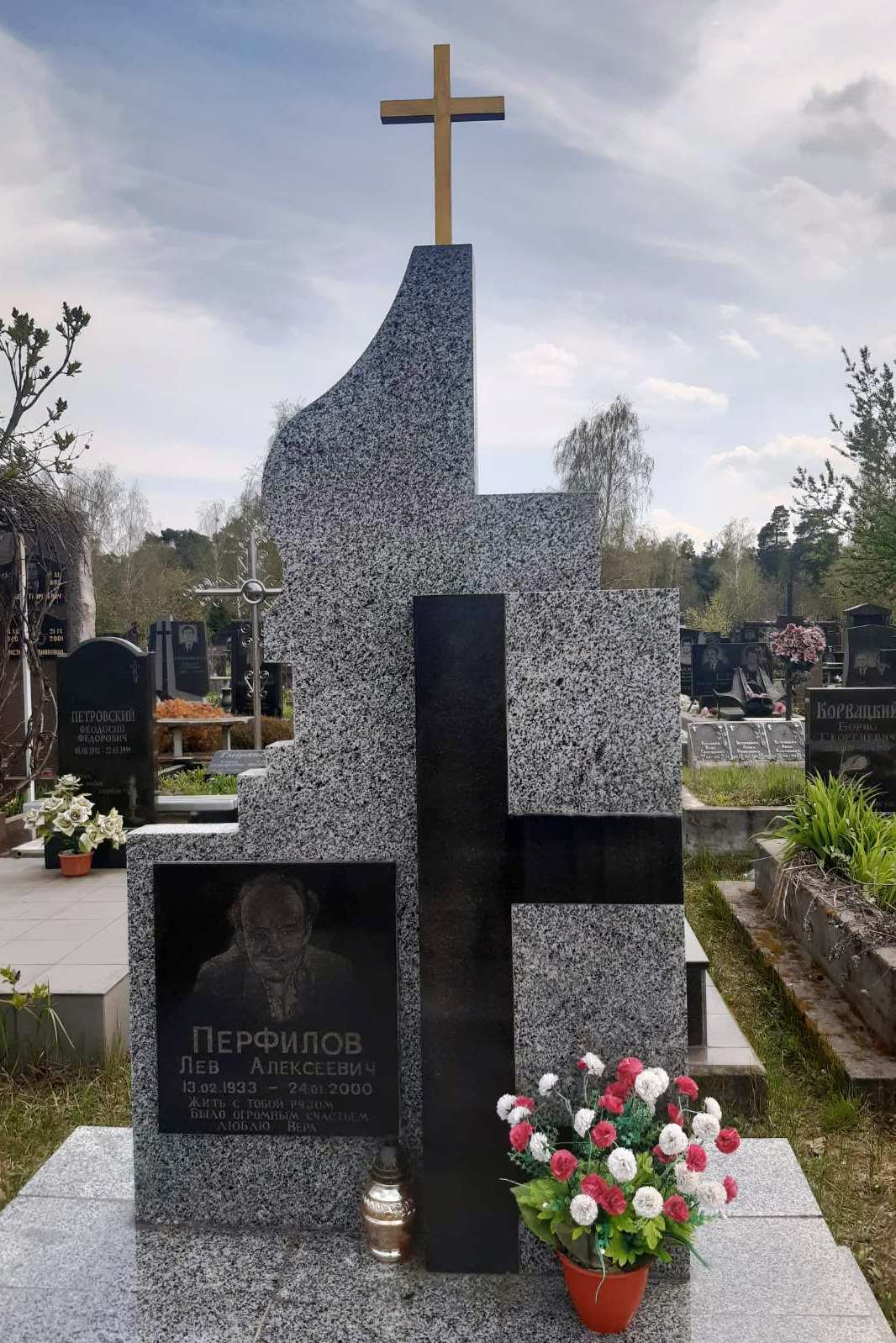
Могила актёра Л. Перфилова на Лесном кладбище